# Gustaw Sawicki
Gustaw Sawicki (Sawitzki; ur. 25 października 1893 w Klusach, zm. 29 stycznia 1981 w Hamburgu). Był synem Jana -  aktywnego działacza Mazurskiej Partii Ludowej i bratem Jana Sawickiego. Już od młodości zajmował się folklorem mazurskim,  a jednocześnie kształcił się w zawodzie kupieckim. W 1913 r. został powołany do służby wojskowej. W czasie I wojny światowej dwukrotnie ciężko ranny. Po zakończeniu wojny powrócił do Ełku i w 1919 r. wstąpił do policji.
Jako niemiecki urzędnik policyjny pionu politycznego tłumaczył artykuły z polskich gazet. Tam, dzięki swej pracy, miał okazję zapoznać się z niektórymi polskimi działaczami, m.in. z Gustawem Leydingem - juniorem  i Kazimierzem Jaroszykiem, wówczas redaktorem Gazety Olsztyńskiej. Sawicki potajemnie ostrzegał Jaroszyka przed zamierzonymi represjami wobec pisma ze strony władz niemieckich.
Przed powrotem do Ełku Gustaw Sawicki dał ogłoszenie w jednej z ełckich gazet w sprawie projektu założenia organizacji mazurskiej. Organizacja ta miałaby się nazywać Altpreussenklub lub Masurenbund.  
Założeniem organizacji mazurskiej zainteresowali się m.in. jego brat Jan,  kupiec Adolf Szymańczyk i sekretarz ełckiego magistratu, Burghard. Po powrocie do Ełku Sawicki zorganizował wspólnie z nimi zebranie, na którym zadecydowali o powołaniu do życia Masurenbundu (Związku Mazurów).
Pierwsze publiczne zebranie nowo powstałego Związku odbyło się 13 kwietnia 1924 r. w Sochach w powiecie ełckim. Na zebraniu tym przedstawiono żądania Związku: zastąpienie urzędników niemieckich na Mazurach Mazurami, oddania parcel rządowych i kredytów na Mazurach przede wszystkim Mazurom, przywrócenie Mazurom starych praw i przywilejów, wprowadzenie ich języka ojczystego do szkół i bezwzględnego udzielania nauki religii i śpiewu w tym języku. Podobnie jak w okresie działalności Mazurskiej Partii Ludowej podniesiono hasło Mazury dla Mazurów. Po zebraniu w Sochach liczba członków Związku wzrosła do 180.
W początkowej fazie istnienia Związek posiadał niewielkie wpływy, toteż władze niemieckie nie przeszkadzały w jego działalności. Później jednak dostrzegając kontakty z ruchem polskim  i wzrost popularności ruchu mazurskiego, Niemcy rozpoczęli przeciwdziałanie. Zaczęły się ataki prasowe, bojkot handlowy jednego z liderów Związku Mazurów – Adolfa Szymańczyka, zwalnianie z pracy urzędników i pracowników związanych z ruchem. Rolnikom, którzy wyrażali poparcie dla Związku, zapowiedziano wypowiedzenie hipotek.
Władze policyjne podejrzewając Gustawa Sawickiego o kontakty z ruchem polskim przeniosły go służbowo do Berlina w styczniu 1926 r. i roztoczyły nad nim dyskretną „opiekę”
Przeniesiony do Berlina Gustaw Sawitzki przyczynił się do utworzenia 20 lutego 1926 roku Centrali Związku Mazurów. Centrala miała oddziaływać na wychodźstwo mazurskie na terenie całej Rzeszy.
W maju 1928 r. Kurt Obitz i Gustaw Sawitzki podjęli próbę ujednolicenia działań wszystkich organizacji mazurskich. Zredagowana przez Obitza odezwa wzywała Mazurów do utworzenia własnego przedstawicielstwa reprezentującego mazurskie interesy i pozbawionego obcych wpływów. Berliński ośrodek Związku Mazurów dążył do powołania jednolitego kierownictwa ruchu mazurskiego. Był wydawcą „Cechu” - organu prasowego Masurenbundu, gdzie także pisał felietony pt. Fryc z Płowców soli im.
W lutym 1933 r., po dojściu do władzy partii hitlerowskiej, Masurenbund zawiesił swą działalność, a Cech uległ likwidacji.
Gustaw Sawicki był śledzony i szykanowany przez gestapo, które pozbawiło go również pracy. 
Po wojnie organizował milicję ludową w jednej z dzielnic Berlina Wschodniego. Zmarł w Hamburgu 29 stycznia 1981 roku.